# 3289 Mitani
3289 Mitani је астероид главног астероидног појаса са средњом удаљеношћу од Сунца која износи 2,327 астрономских јединица (АЈ).
Апсолутна магнитуда астероида је 14,2.